# ITunes Festival: London 2011 (EP de 2Cellos)
iTunes Festival: London 2011 é um Ep lançado pelo duo musical de violoncelistas croatas 2Cellos.
O álbum foi lançado em 29 de Julho de 2011 - 10 dias após o lançamento de seu álbum de estréia (2Cellos).

## Faixas
01 – Nocturno

02 – Oblivion

03 – With or Without You

04 – Smells Like Teen Spirit

05 – Smooth Criminal